# Common lodging-house

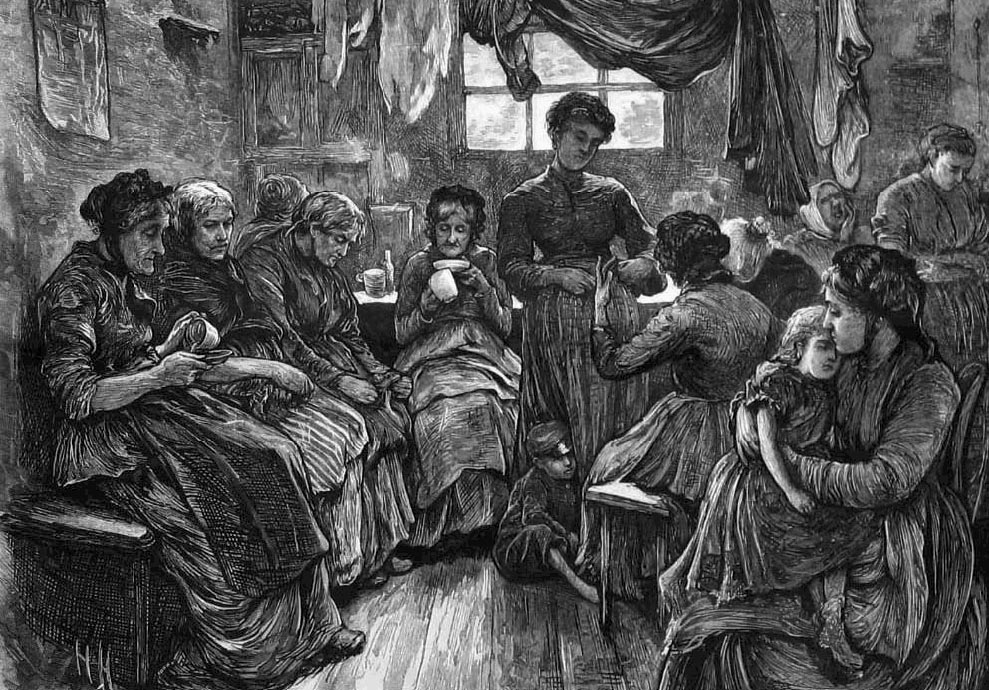
Illustration of Low Lodging House, St Giles, London, 1872

Common lodging-house var en viktoriansk term för en typ av mycket billig inkvartering, där en person kunde köpa en sängplats i en vanligen delad sovsal för en natt i taget. De kallades även för dosshouse (brittisk engelska) och flophouse (amerikansk engelska). De var vanliga i de brittiska och även amerikanska storstäderna under 1800-talet. De var föregångarna till de moderna vandrarhemmen. 

## Historik

### Storbritannien
I det viktorianska London var Common lodging-house stora hus med sovsalar där de fattigaste hyrde en sovplats i en allmän sovsal för en natt i taget. De växte fram under industrialismens epok i takt med den urbana ökade överbefolkningen och fattigdomen, när ett allt större antal allt fattigare människor behövde allt billigare platser att sova på. De kunde vara olika typer av byggnader där dess ägare hyrde ut flera sängplatser i ett rum över natten, men det vanliga var stora hus med stora salar fulla med sovplatser. De innehöll sällan matsalar, men kunderna hade oftast rätt att använda husets kök för att tillaga och äta sin mat. De definierades inte som hotell, värdshus, restauranger eller bostäder, då de inte tillagade och serverade mat och inte hyrdes för mer än en natt i taget. 
Inrättningarna fick dåligt rykte som platser av stor misär med dåliga hygieniska förhållanden, då husägarna hyrde ut sovplatser på madrasser på golvet i överbefolkade och smutsiga rum. Eftersom salarna sällan separerade könen kom de i vissa fall att användas av prostituerade, och de blev beskrivna som tillhåll för kriminella och prostituerade. I Storbritannien utfärdades flera förordningar för att komma tillrätta med problemen i särskilt London. Common Lodging Houses Acts från år 1851 och 1853 försökte utan framgång förbättra förhållandena, men den främsta effekten var förbudet för kunderna (eftersom husen inte definierades som bostäder eller hotell) att vistas i husen under dagarna mellan klockan tio på morgonen och kvällen, något som tvingade hemlösa och sjuka att vandra på gatorna under dagarna. Public Health Act 1875 införde tydligare definitioner av vad en sådan inrättning var och krävde inspektering, registrering av ägarna till verksamheten, regler för hur många personer som fick hyra in sig i samma rum. Dessa regler var dock i praktiken sällan effektiva. År 1894 infördes dock striktare och mer effektiva regler när överinseendet överfördes från polisen till London County Council, som tvingade husägarna till att hålla efter husens standard och renlighet genom att bland annat rengöra väggar och tak åtminstone två gånger per år, och erbjuda sängar med rena sängkläder istället för madrasser, och förbjöd könen att dela rum. 
Inrättningarna fasades sedan ut under 1900-talet tills de blivit vad som nu kallas vandrarhem.